# Wim Wenders
Ernst Wilhelm "Wim" Wenders (Düsseldorf, 14 de agosto de 1945) é um cineasta, dramaturgo, fotógrafo e produtor de cinema alemão, além de uma das mais importantes figuras do Novo Cinema Alemão. Desde 1996, Wenders é presidente da Academia de Cinema Europeu em Berlim.

## Biografia
Wim Wenders nasceu em Düsseldorf, em uma família católica tradicional. Seu pai, Heinrich Wenders, era um cirurgião. O uso do nome holandês, "Wim", um diminutivo do nome batismal "Wilhelm/Willem", reflete a proveniência holandesa de sua mãe. A versão holandesa do nome foi rejeitada pelas autoridades de registro civil em 1945, por não ser considerada alemã. Wim Wenders graduou-se no colégio em Oberhausen, no Vale do Ruhr. Ele, então, estudou medicina (1963–64) e filosofia (1964–65) na Universidade de Freiburg e Düsseldorf. Entretanto, Wenders desistiu dos estudos universitários e se mudou para Paris em outubro de 1966 para tornar-se um pintor. Fracassou em seu exame de admissão para escola nacional de cinema da França IDHEC (agora, La Fémis), e, como alternativa, tornou-se um gravurista no estúdio de Johnny Friedlander, um artista norte-americano, em Montparnasse. Durante este tempo, Wim Wenders tornou-se fascinado pelo cinema, e via até cinco filmes por dia na sala de cinema local.
Determinado a fazer de sua obsessão também o trabalho de sua vida, Wenders retornou para a Alemanha em 1967 para trabalhar no escritório de Düsseldorf da United Artists. Nesta época, entrou para a "Hochschule für Fernsehen und Film München" (Universidade de Televisão e Filme de Munique). Entre 1967 e 1970, enquanto estava na "HFF", Wim Wenders também trabalhou como crítico cinematográfico para a FilmKritik, para o jornal diário de Munique Süddeutsche Zeitung, e então para a revista Twen e para Der Spiegel.
Wim Wenders concluiu diversos curtas-metragens, antes de se graduar da Hochschule com um longa-metragem em 16mm, preto e branco, chamado Summer in the City (em português, Verão na Cidade).
Foi feito Comendador da Ordem do Mérito a 24 de outubro de 2017, pelo Presidente português, Marcelo Rebelo de Sousa.

## Filmografia
- Schauplätze, 1967
- Same player shoots again, 1968
- Silver City, 1969

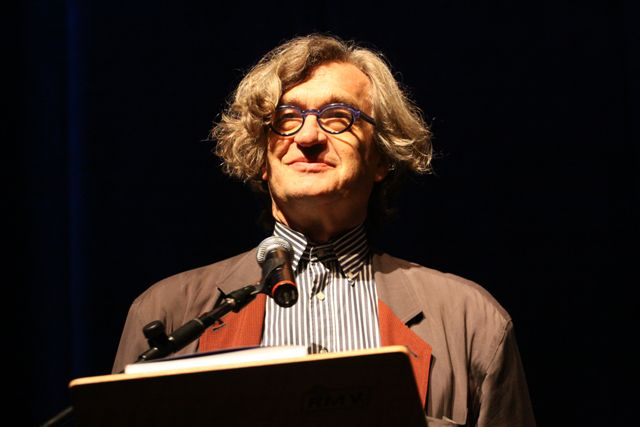
Na Mostra Internacional de Cinema de São Paulo (2010)

- Alabama: 2000 Light years from home, 1969
- Drei amerikanische LPs (feito para TV, com Peter Handke), 1969
- Polizeifilm (feito para TV), 1970
- Summer in the City (no Brasil, Verão na Cidade), 1970
- Die Angst des Tormanns beim Elfmeter (A Angústia do Goleiro na Hora do Penalti), 1972
- Der scharlachrote Buchstabe, 1972
- Alice in den Städten (Alice nas Cidades), 1974
- Im Reich der Panzerechsen, (da série de TV Ein Haus für uns), 1974
- Falsche Bewegung (Movimento em Falso), 1975
- Im Lauf der Zeit (No decurso do Tempo), 1976
- Der amerikanische Freund (O Amigo Americano), 1977
- Lightning over Water (ou Nick's Film), 1979 (? ou 1980?)
- Hammett, 1982
- Stand der Dinge (O Estado de Coisas), 1982
- Reverse Angle, 1982
- Chambre 666 (Quarto 666),1983
- Paris, Texas (1984)
- Tokyo-Ga, 1985
- Der Himmel über Berlin As Asas do Desejo (1987)
- Aufzeichnungen zu Kleidern und Städten, 1989
- Bis ans Ende der Welt (Until the End of the World), 1991
- In weiter Ferne, so nah!, (Tão Longe, Tão Perto) 1993
- Lisbon Story (O céu de Lisboa), 1994 (com a participação do cineasta português Manoel de Oliveira)
- Al di là delle nuvole (com Michelangelo Antonioni) (1995)
- Die Gebrüder Skladanowsky, 1995
- The End of Violence (O fim da violência), (1997)
- Buena Vista Social Club (1999)
- The Million Dollar Hotel (O hotel de um milhão de dólares, no Brasil) (2000)
- Viel passiert - Der BAP Film, 2002
- The Soul of a Man, 2003
- Land Of Plenty (2004)
- Don't Come Knockin (no Brasil, Estrela Solitária) (2005)
- The Palermo Shooting (2008)
- Pina (2011)
- "O Sal da Terra" (2014) (com Juliano Ribeiro Salgado)
- Every Thing Will Be Fine (Tudo Vai Ficar Bem) (2015)
- Submergence (Submersão) (2017)
- Papa Francisco: Um Homem de Palavra  (2020)

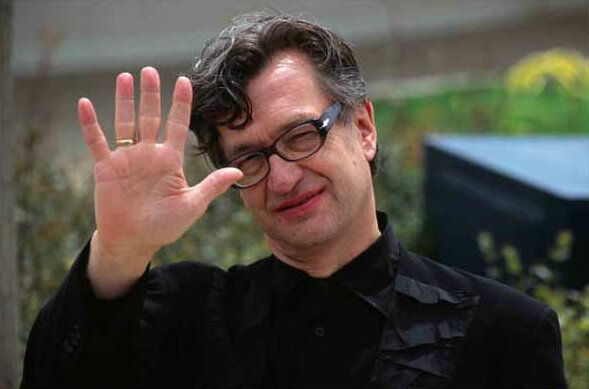

- Anselm - O Som do Tempo (2023)
- Dias Perfeitos (2023)